# Atanas Chakalov
Atanas Chakalov ou Atanas Tsakalov foi o primeiro apóstolo da Sociedade dos Amigos. 
Durante a Guerra de Independência da Grécia, ele participou de todos os fóruns como representante de seu nativo Epiro ou Vagenetia. 
Após o assassinato de Ioánnis Kapodístrias, ele deixou o já independente Reino da Grécia decepcionado e ficou em Moscou pelo resto da vida.